# Каспар фон Зальдерн
Каспа́р фон За́льдерн (нім. Caspar von Saldern; 30 липня (11 червня) 1711 — 31 жовтня 1786) — гольштейнський і російський державний діяч, дипломат, масон. Дійсний таємний радник. Представник німецького шляхетного роду Зальдернів. Народився у Апенраде, Гольштейн. Син гольштейнського чиновника Фрідріха фон Зальдерна й Анни-Марії Кампфевенер. Випускник Кільського і Геттінгенського університетів. Перебував на гольштейнській службі, був президентом генерал-директорії. Внаслідок сходження гольштейнського герцога на російський царський трон під іменем Петра III поступив на російську службу. За наказом російської імператриці Катерини II брав участь у владнанні територіальної суперечки із Данією. Представляв гольштейнського герцога Павла, сина імператриці (майбутнього Павла І). Складав умови Копенгагенського договору (1767) і Царськосільського трактату (1773), організовував обмін територіями між Гольштейном і Данією (1773); передав Ольденбург і Дельменгорст князю Фрідріху-Августу І, дядькові Павла. Працював російським міністром (послом) в Речі Посполитій (1771—1772). Був довіреною особою голови російської Колегії закордонних справ Микити Паніна. Намагався запобігти поділам Речі Посполитої з метою приєднання усіх її територій до Росії. Згодом ворогував із Паніним, сподіваючись очолити Колегію. Певний час користувався довірою Катерини II, але був вигнаний зі служби й позбавлений усіх чинів через спроби поставити її повнолітнього сина Павла співправителем імперії (1773). Решту життя мешкав у Кілі й Ширензее. Кавалер орденів Слона (1768), Білого орла (1771), святої Анни. Помер у Ширензее, Гольштейн. У російській традиційній історіографії описується тенденційно: як розумний, але аморальний персонаж.

## Імена
- Каспа́р фон За́льдерн (нім. Caspar von Saldern) — німецьке ім'я.
- Каспа́р Са́льдерн (рос. Каспар Сальдерн) — ім'я в російських джерелах.
- Ка́спер фон За́льдерн (пол. Kasper von Saldern) — ім'я в польських джерелах.
- Каспар Зальдернський (лат. Casparus a Saldern) — ім'я в латинських документах[2].

## Біографія

### Гольштейнський чиновник

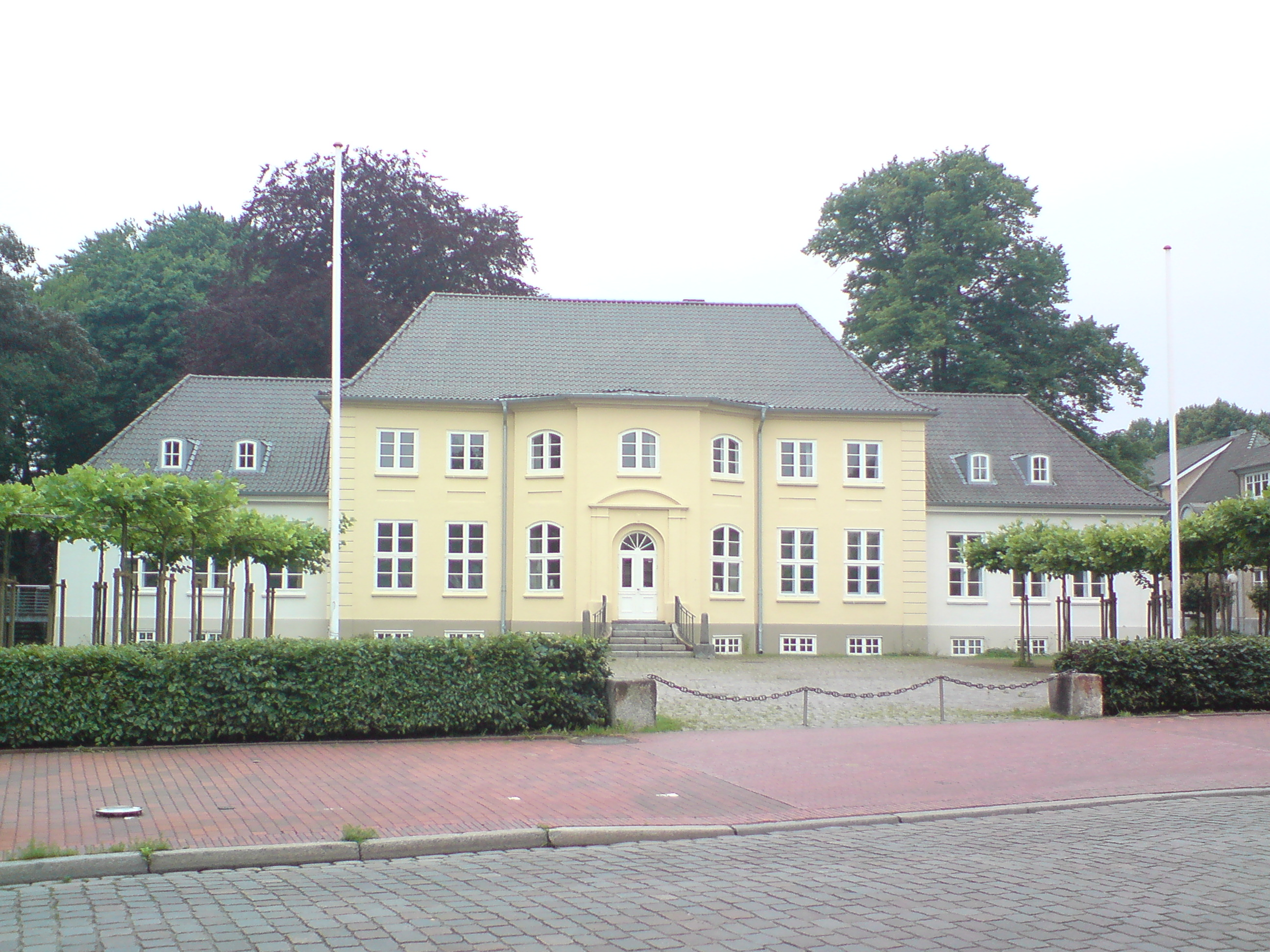
Садиба Зальдерна в Гольштейні (1746)

Каспар фон Зальдерн народився 30 червня (1 липня) 1711 року в місті Апенраде Гольштейн-Готторпського герцогства. Він був сином гольштейнського чиновника Фрідріха фон Зальдерна і Анни-Марії Кампфеверен. Зальдерн вивчав право у Кільському і Геттінгенському університетах. Після здобуття вищої освіти він поступив на гольштейнську державну службу.
1744 року Зальдерн був юстиц-ратом і мав конфлікт зі своїм начальником, графом фон Дернахом. Суперечка владналася, але Зальдерн був незадоволений своїм становищем. Тому 1751 року він виїхав до Санкт-Петербурга, до спадкоємця російського престолу і гольштейнського герцога Петра III з метою добитися просування по службі. Ця поїздка порушувала настанову Гольштінської таємної ради, яка забороняла подібні вояжі своїм чиновникам.
У російській столиці Зальдерн зміг зустрітися із Петром і добитися його ласки. 1752 року прохач повернувся до Гольштейн у чині статського радника, а згодом став членом самої таємної ради та президентом генерал-директоріуму в 1761 році. Незабаром Зальдерн зробився одним із найвпливовіших людей у Гольштейні.

### Російський чиновник
1762 року гольштейнський герцог Петро зійшов на російський престол під іменем царя Петра III. Він відправив Зальдерна разом із Йоганном Корфом, російським послом в Данії, для участі в Берлінській конференції, на якій мусила вирішуватися територіальна суперечка нового царя із Данією щодо гольштейнських земель. Проте конференція мала лише одне засідання 8 (19) липня 1762 року. Петра III скинула з престолу його дружина, Катерина II, яка не поспішала вирішувати гольштейнське питання. Зальдерна викликали назад до Росії, куди він прибув в листопаді 1763 року.
Зальдерн працював у Колегії закордонних справ, був одним із радників її президента Микити Паніна, мав чин таємного радника.

#### Переговори із Данією
На початку 1766 року російський уряд делегував Зальдерна як представника герцогства Гольштейн на переговори із Данією в Копенгагені для вирішення територіальної суперечки. Його колегою від російської сторони був призначений російський посол, генерал-майор Михайло Філософов.
По дорозі з Росії до Данії Зальдерн зупинився у Варшаві, звідки, надіслав Паніну звіт про ситуацію в Речі Посполитій. Згодом, дипломат прибув до Берліна, де в травні 1766 року мав дві аудієнції у Фрідріха II. На них він без успіху намагався залучити Пруссію до так званого «Північного акорду» — російської ідеї союзу північних держав (Росії, Пруссії, Швеції, Речі Посполитої й Англії) супроти старих європейських монархій — Франції та Священної Римської імперії. Фрідріх II відкинув російські пропозиції і був роздратований манерами самого Зальдерна.
Від грудня 1766 року по 22 грудня 1767 року Зальдерн і Філософов вели переговори із данським урядом в Копенгагені. 22 листопада вони підписали попередній трактат, датований заднім числом — 11 (22) квітня 1767 року, який вирішував територіарльний спір. За умовами угоди, Росія поступалася гольштейнськими володіннями на користь Данії в обмін на Ольденбурзьке і Дельменгорстське графства. При цьому Данія брала на себе зобов'язання сплатити великі борги Гольштейнського правлячого дому і надавала тороговельні преференції російським купцям у данських водах. Договір набував чинності після того, як російський царевич і гольштейнський герцог Павло Петрович досягне повноліття і підпише його. Остаточно Росія віддала гольштейські землі данцям 16 (27) березня 1768 року.
На переговорах Зальдерн також вирішив старі територіальні суперечки Гольштейну із Гамбургом.  Усі учасники перемовин отримали щедрі нагороди від своїх урядів.
Після повернення до Росії, Зальдерн став одним із впливових дипломатів у Санкт-Петербурзі. Він був близький із британським послом Каткартом, який постійно доносив своєму уряду про здібності та вплив гольштейнця. Зальдерн був інформатором Каткарта, сповіщав його про стан справ Колегії закордонних справ.

#### Посол у Речі Посполитій
Наприкінці 1770 року російський уряд відкликав з Варшави свого посла, князя Михаїла Волконського за його власним бажанням. Наступником вирішили призначити Зальдерна. Останньому доручили скласти тези про наведення порядку в Речі Посполитій та укріплення в ній російського впливу. Імператриця Катерина II схвалила ці тези: вони були зачитані на засіданні Імператорської ради від 17 лютого 1771 року і підписані 5 березня того ж року як інструкція до дії.
У середині квітня 1771 року Зальдерн прибув до Варшави. Його супроводжував майор Петер-Людвіг фон дер Пален, ветеран турецької війни. Зальдерн одразу ж надіслав президенту Колегії закордонних справ Паніну звіт про стан справ у польській столиці, із детальними характеристиками усіх її визначних діячів. Відтоді такі донесення посол надсилав регулярно.
У середині 1771 року, на вимогу Зальдерна, поляки арештували курляндського посла Отто-Германа фон дер Говена, який вимагав від офіційної Варшави прибрати з курляндського герцогського трону російського ставленика Петера фон Бірона. Згодом, восени того ж року росіяни таємно вивезли курляндця із Пултуська до Риги.
Під час перебування у Варшаві Зальдерн зневажливо ставився до польського уряду та місцевих чиновників. Від короля Станіслава Потятовського він добився письмової обіцянки в усьому слідувати вказівкам російського посла. У особистих стосунках з магнатами Зальдерн також поводився різко. Водночас, він постійно лестив імператриці Катерині II й надіслав листа, в якому прохав дозвіл на написання історії про її правління. Загалом діяльність Зальдерна у Речі Посполитій лише підсилювала антиросійські настрої в країні.
Наприкінці 1771 року Зальдерн отримав від Паніна повідомлення, що Росія, Пруссія й Австрія домовилися у Санкт-Петербурзі про перший поділ Речі Посполитої. Ображений тим, що таке рішення було прийнято без його відома, Зальдерн заявив про відставку і звернувся з відповідним запитом до Колегії закордонних справ. У серпні 1772 року його замінив на цій посаді граф Отто-Магнус фон Штакельберг.

#### Царськосільський трактат
Після повернення до Санкт-Петербурга Зальдерн знову взяв участь у врегулюванні гольштейнських справ. 21 травня (1 червня) 1773 був підписаний Царськосільський трактат між Павлом, російським спадкоємцем і гольштейнським герцогом, і Данією на основі попереднього Копенгагенського договору від 1767 року.
Російський уряд відправив Зальдерна закордон, до спірних територій, де він провів обмін володіннями, зазначеними у трактаті. 5 (16) листопада 1773 року він працював у гольштейнському Кілі й 29 листопада (10 грудня) — в данському Ольденбурзі.
3 (14) грудня 1773 Зальдерн передав графства Ольденбург і Дельменгорст любекському князю-єпископу Фрідріху-Августу І, дядькові Павла.

### Інтриги. Відставка. Останні роки

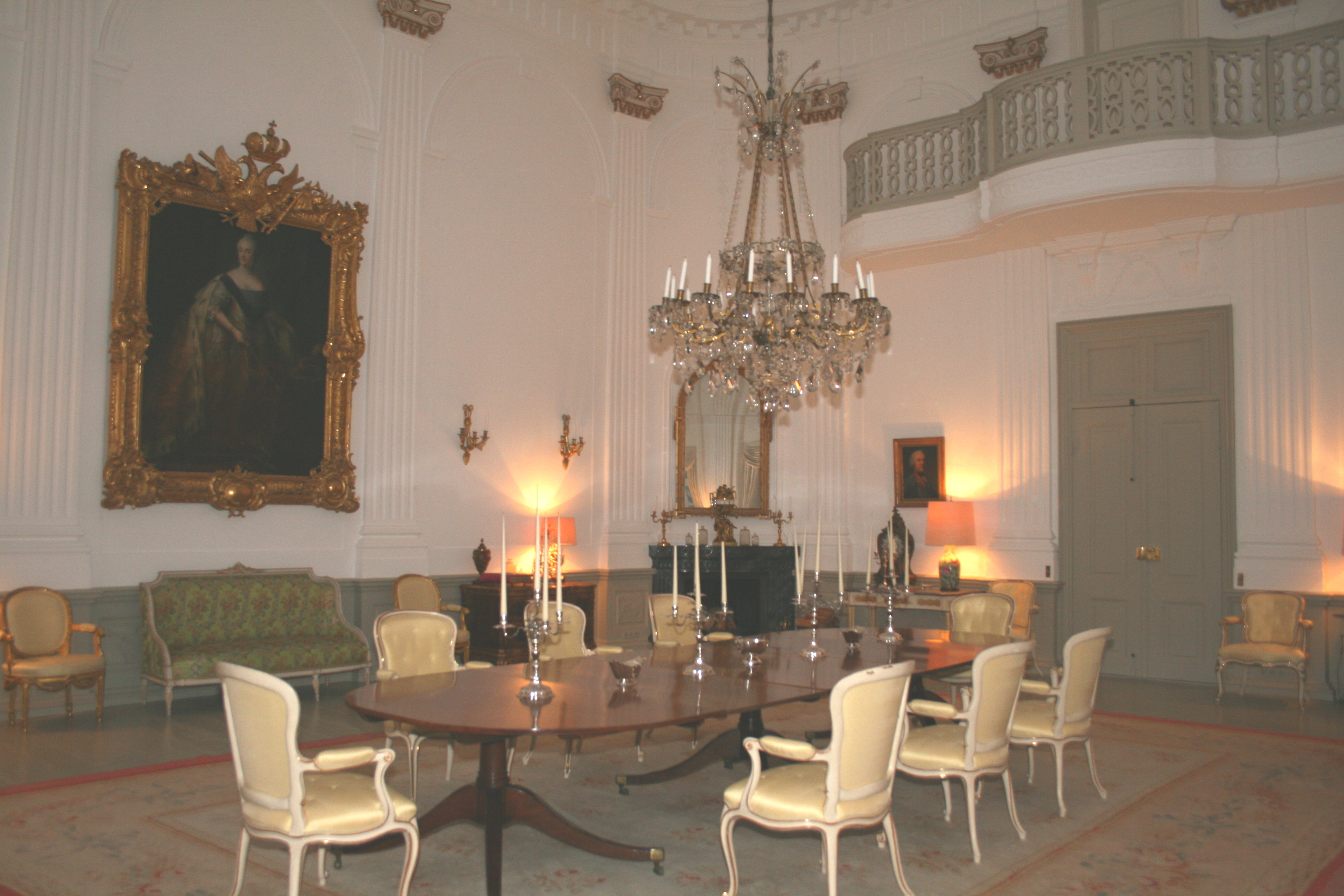
Гостьова зала Ширензейського маєтку Зальдерна з портретом Катерини II

Під час перебування Зальдерна закордоном розкрилися його інтриги в Санкт-Петербурзі. Це зробило неможливим повернення дипломата до Росії.
Точні дії Зальдерна невідомі, проте, вважається, що він намагався зашкодити репутації Паніна в очах імператриці Катерини II. Зальдерн критикував президента Колегії іноземних справ, намагаючись зайняти його місце. Оскільки Зальдерн успішно вирішив суперечку із Данією і брав участь в укладанні першого шлюбу її сина, російського царевича Павла, Катерина II планувала передати йому головування у Колегії.
Водночас Зальдерн намагався поставити Павла співправителем Російської імперії, якого Катерина II фактично усунула від трону попри повноліття сина. Дипломат отримав від царевича таємний письмовий дозвіл на те, щоб вести з імператрицею перемовини про передачу влади. Проте коли Павло дізнався, що Зальдерн хоче зашкодити Паніну, який був улюбленим вихователем самого царевича, то розповів матері про інтригу Зальдерна. Катерина II, роздратована зазіханнями гольштейця на її трон, наказала доставити його до російської столиці у кайданах. Але згодом обмежилася тим, що позбавила дипломата усіх російських чинів і відсторонила від гольштейнської служби у Павла.
Зальдерн опинився у вимушеному вигнанні. Останні роки свого життя він мешкав по черзі або в Кілі, або у своєму маєтку в Ширензее. Колишній дипломат вів розкішний спосіб життя, зокрема 1776 року збудував нову маєткову садибу і знамениті Ширензейські сади, а також зібрав велику картинну галерею.
31 жовтня 1786 року Зальдерн помер у своєму маєтку, у віці 75 років. Його поховали у Бордесгольмі.

## Праці
- Saldern, Caspar von. Biographie Peters des Dritten Kaisers aller Reussen; zur unparteyischen Ansicht der Wirkung der damaligen Revolution, und zur Berichtigung d. Beurtheilung des Charakters Catharinens II. Petersburg [i.e Frankfurt am Main] : [Esslinger], 1800.

## Нагороди
- Орден святої Анни (Росія)
- Орден Білого Орла (Річ Посполита)
- Орден Слона (Данія, 1768[5]).

## Оцінки
У російських джерелах Зальдерн описується тенденційно і негативно: як розумний, енергійний, але повністю безпринципний чоловік, який був готовий добиватися чинів і багатства будь-якими способами, служачи кому завгодно заради єдиної мети — власного добробуту.

### Монографії. Статті
- Brandt, O. Caspar von Saldern und die nordeuropäische Politik im Zeitalter Katharinas II. Kiel, 1932.
- Brandt, O. Geistesleben und Politik in Schleswig-Holstein um die Wende des 18. Jahrhunderts. Kiel, 1927 (1981), S. 13 ff.
- Eichler, A. Kaspar von Saldern, der Organisator der «Ruhe im Norden». // Deutsche Post aus dem Osten. Mai 1941, S. 15 ff.
- Erdmann-Degenhardt, A. Im Dienste Holsteins — Katharina die Große und Caspar von Saldern. Rendsburg: Heinrich Möller Söhne, 1986.
- Ransel, D. The Politics of Catherinian Russia: The Panin Party. Yale University Press, New Haven 1975, S. 241–250
- Seebach, C. Schierensee. Geschichte eines Gutes in Holstein. Neumünster: Wachholtz, 1981.

### Довідники
- Handelmann, Gottfried Heinrich . Saldern, Kaspar von // Allgemeine Deutsche Biographie. Leipzig, 1890, Band 30, S. 213–215.
- Holm, E. Saldern, Caspar von [Архівовано 3 серпня 2020 у Wayback Machine.] // Dansk biografisk leksikon. København, 1900, Bd. 14, S. 571—573.  [Архівовано 13 червня 2018 у Wayback Machine.]
- Hübner, E. Saldern, Caspar von. // Biographisches Lexikon für Schleswig-Holstein und Lübeck. Neumünster, 1991, B. 9, S. 329–334.
- Чечулин, Н.Д. Сальдерн, Каспар [Архівовано 24 жовтня 2020 у Wayback Machine.] // Русский биографический словарь А. А. Половцова. Санкт-Петербург, 1904, Т. 18, С. 121—124.